# Sainte-Anastasie (titre cardinalice)
Pour les articles homonymes, voir Sainte-Anastasie.
Le titre cardinalice de Sainte-Anastasie est institué par le pape Évariste autour de 105. Le titre est présent lors du synode romain du 1er mars 499.
L'église qui lui donne son nom titulus Anastasiae est située au pied du mont Palatin. Cette position constitue une exception, étant donné que les 24 titulus existants à l'époque du pape Marcel Ier étaient hors des murs de la ville de Rome.
Selon le catalogue de Peter Mallia, rédigé sous le pontificat du pape Alexandre III, le titre est lié à la Basilique Saint-Pierre et ses prêtres qui y célèbrent la messe à tour de rôle.
Ce titre fut notamment porté par les futurs papes Honorius IV, Boniface IX et Pie IV.

## Titulaires
| - Saint Jérôme (366?-420) - Anastasio (environ 500-?) - Eustrasio (731-avant 745) - Leone (745-avant 761) - Clemente (761-?) - Gregorio (771-?) - Giorgio (853-?) - Domno (ou Domnus, ou Donnus, ou Domenico) (964-?) - Giovanni (1044-avant 1061) - Gaudenzio (1061-1063) - Ponone (ou Penno) (1063-1073) - Cunon (ou Conon ou Conone), (1073-1088) - Giovanni da Gubbio (1088-1099) - Teobaldo Boccapecora (1099 ou 1122-1124) - Bosone (ou Bobone) (environ 1116-1122) - Pierre (1126 ou 1127-environ 1134) - Azzone degli Atti da Todi (?) (1134-1139) - Rabaldo (ou Ribaldo, ou Rambaldo, ou Ribaud) (1139-1142) - Giovanni Pizzuti, (1158-environ 1182) - Andrea Boboni Orsini (1188-1189) - Boson d'Arles (1189-environ 1190) - Romano (1190-1194) - Gregorio Galgano (1198-1202) - Roger (1205-1213) - Gregorio Theodoli (1216-1227) - Giacomo Savelli, in commendam (1254-1285?) - Pilfort de Rabastens (1320-environ 1330) - Adhémar Robert (1342-1352) - Pierre de Selve dit de Monteruc (du 20 novembre 1355 à 1385) - Pietro Tomacelli (1385-1389) - Jean Allarmet de Brogny (1385-1405), pseudo-cardinal de l'antipape Clément VII - Enrico Minutoli (ou Minutolo) (1389-1405) - Vicente de Ribas (1408-environ 1410) - Guillaume Ragenel de Montfort (1432) - Giorgio Fieschi (1439-1449) - Jordi d'Ornos (1440-1441), pseudo-cardinal de l'antipape Amédée VIII de Savoie - Louis de La Palud de Varembon, O.S.B (1449-1451) - Giacomo Tebaldi (1456-1465) - Giovanni Battista Zeno (ou Zen) (1470-1479) - Paolo Fregoso (ou Campofregoso) (1480-1489) - Antonio Gentile Pallavicino (ou Antoniotto) (1489) - John Morton (1493-1500) - Antonio Trivulzio, seniore (Giovanni) (1500-1505) - Robert Britto Guibé de Challand (1505-1513) - Antoine Bohier Du Prat, O.S.B (1517-1519) - Lorenzo Campeggio (1519-1528) - Antoine Duprat (ou Du Prat) (1528-1535) - Cristoforo Giacobazzi (ou Giacobacci, ou Jacobatii) (1536-1537) - Robert de Lenoncourt (1540-1547) - Francesco Sfondrati (1547-1550) - Giovanni Angelo de' Medici (1550-1552) | - Giovanni Poggio (ou Poggi) (1552-1556) - Giovanni Michele Saraceni (1557-1565) - Scipione Rebiba (1565-1566) - Pier Francesco Ferrero (Giovanni) (1566) - Ludovico Simoneta (1566-1568) - Philibert Babou de La Bourdaisière (1568-1570) - Antoine Perrenot de Granvelle (1570) - Stanislaw Hosius (ou Hoe, ou Hosz) (1570) - Girolamo da Correggio (1570-1572) - Giovanni Francesco Gambara (1572-1578) - Alfonso Gesualdo di Conza (ou Gonza) (1578-1579) - Zaccaria Delfino (ou Dolfin) (1579-1583) - Giovanni Francesco Commendone (1584) - Pietro Donato Cesi (1584-1586) - Ludovico Madruzzo (1586-1591) - Giulio Canani (1591-1592) - Simeone Tagliavia d'Aragonia (1592-1597) - Bonifazio Bevilacqua Aldobrandini (1599-1601) - Bernardo de Sandoval y Rojas (1601-1618) - Felice Centini, Conventuels (1621-1633) - Ulderico Carpegna (1634-1659) - Federico Sforza (1659-1661) - Carlo Bonelli (1665-1676) - Camillo Massimo (1676-1677) - Girolamo Gastaldi (1677-1685) - Federico Baldeschi Colonna (ou Ubaldi) (1685-1691) - Giovanni Battista Costaguti (1691-1704) - Giandomenico Paracciani (1706-1721) - Nuno da Cunha e Ataíde (1721-1750) - Carlo Maria Sacripante (1751-1756) - Giacomo Oddi (1756-1758) - Carlo Vittorio Amedeo delle Lanze (1758-1763) - Ludovico Calini (1766-1771) - Muzio Gallo (1785-1801) - Ludovico Flangini Giovanelli (1802-1804) - Ferdinando Maria Saluzzo (1804-1816) - Francisco Antonio Javier de Gardoqui Arriquibar (1817-1820) - Johann Casimir von Häffelin (1822-1827) - Cesare Nembrini Pironi Gonzaga (1829-1837) - Angelo Mai (1838-1854) - Karl August von Reisach (1855-1861); in commendam (1861-1869) - Luigi Oreglia di Santo Stefano (1874-1884) - Carlo Laurenzi (1884-1893) - Andrea Carlo Ferrari (1894-1921) - Michael von Faulhaber (1921-1952) - James Francis McIntyre (1953-1979) - Godfried Danneels (1983-2019) - Eugenio Dal Corso (2019-2024) |

## Sources
- (it) Cet article est partiellement ou en totalité issu de l’article de Wikipédia en italien intitulé « Sant'Anastasia (titolo cardinalizio) » (voir la liste des auteurs).